# لي دو يوب
لي دو يوب ( (هانغل: 이도엽); ولد في 11 أبريل 1972) هو ممثل ومخرج مسرحي كوري جنوبي. كممثل يقوم أيضًا بأدوار داعمة مختلفة في التلفزيون والسينما.  يُعرف باسم سارق المشهد في الأعمال الدرامية مثل العداد الخارق و Run On و مسقط رأس تشا تشا تشا 

## الحياة الشخصية
في يناير 2008، تزوج لي دو يوب من جيون سو آه، وهي ممثلة مسرحية وزميلته في جامعة سيجونغ. بدأت علاقتهما أثناء أدائهما معًا في مسرحية "A Beauty Salon for 10 Pyeong"، وبعد ستة أشهر فقط، قررا عقد قرانهما. 
في ديسمبر 2008، أجرت شركة Woongjin Coway اختبارات أداء للأزواج الذين ينتظرون مولودًا. تقدم أكثر من 200 ثنائي، ولكن تم اختيار ثلاثة فقط، بما في ذلك لي دو يوب وجينو سو آه، للتصوير التجاري. في 27 ديسمبر 2008، أنجبت جيون سو آه ابنهما بشكل طبيعي. أصبح الإعلان التجاري الذي يظهر ولادة ابنهما، لي سي-هو، مشهوراً للغاية. لقد أحب الناس الطفل كثيرًا حتى أنه حصل على لقب "طفل الأمة". 

## فيلموغرافيا

### أفلام
| سنة  | عنوان                           | عنوان                   | دور                | ملحوظات   |
| سنة  | إنجليزي                         | إبداعي                  | دور                | ملحوظات   |
| ---- | ------------------------------- | ----------------------- | ------------------ | --------- |
| 1997 | الثلاثي                         | 3 سنوات                 | رجل الهاتف المحمول | دور ثانوي |
| 1998 | متحف الفن بجوار حديقة الحيوان   | شكرا لك                 | السكرتير لي        | دور ثانوي |
| 2000 | المنطقة الأمنية المشتركة (فيلم) | 공동경비구역 JSA        | محطة نامهانجون 7   | دور ثانوي |
| 2002 | 2009: ذكريات ضائعة              | 2009 عطلة نهاية الأسبوع | اجيت أينسينجين     | دور ثانوي |
| 2006 | الشرطي مصاص الدماء ريكي         | شكرا لك                 | المحقق             | دور ثانوي |
| 2007 | ماجي يا حبيبتي ماجي 2007        | حسنًا، هذا هو ما تريده   | لي                 | دور أساسي |
| 2013 | قارئ الوجه                      | هذا هو                  | كيم سيونج جيو      |           |
| 2013 | تون القاتل                      | 더 웹툰: 예고살인       | طبيب التشريح       |           |
| 2017 | يوم                             | حسنا                    | قائد فريق المسعفين |           |
| 2017 | الفنان: ولدت من جديد            | 아티스트: مرحبا بكم في  | مسؤول مدينة سيول   |           |
| 2018 | لا تذهب بعيدا جدا               | شكرا جزيلا              | رئيس المباحث       |           |
| 2019 | بروس لا ينفصلان                 | شكرا جزيلا              | المحامي اه         |           |
| 2020 | البيدق                          | نعم                     | مستشار             |           |
| 2020 | وراء ذلك الجبل                  | شكرا جزيلا              | رئيس التشريفات     | ظهور خاص  |
| 2020 | المرشح الصادق                   | شكرا لك                 | مشرف المناقشة      |           |
| 2022 | بطل                             | شكرا                    | جندي الرحيل        |           |

## روابط خارجية
- لي دو يوب على موقع IMDb (الإنجليزية)